# Krappenroth
Krappenroth ist ein Stadtteil der oberfränkischen Stadt Lichtenfels im Landkreis Lichtenfels.

## Geografie
Das Dorf liegt etwa vier Kilometer nordöstlich von Lichtenfels rund 70 Meter oberhalb vom Maintal auf einer Hochebene am Fuß des Krappenberges.

## Geschichte
Der Ortsname geht wohl auf den südwestlich von Krappenroth gelegenen Krappenberg zurück.
Die erste Nennung erfolgte etwa 1087 bei den Schulden der alten Oblei aus „Crapindorf“ an die Bamberger Dombrüder. Die Nennung ist fraglich. Die Besitzverhältnisse des Bamberger Domkapitels deuten auf die Übereinstimmung mit dem Ort Krappenroth, allerdings muss dann ein Wechsel des Grundwortes -dorf/-roth geschehen sein. Die nächste Erwähnung war 1270, als das Bamberger Domkapitel von Kunemund von Sonneberg gekaufte Güter zu „Craphenrode“ mit dem Kloster Langheim tauschte.
Krappenroth gehörte zur Urpfarrei Staffelstein und wurde 1665 nach Lichtenfels umgepfarrt. Vor dem Dreißigjährigen Krieg hatte das Dorf 7 Haushaltungen, im Jahr 1755 waren es 16. 1811 lebten 57 Personen in 10 Familien in dem Ort.
Im Jahr 1801 lag Krappenroth im Territorium des Hochstifts Bamberg, dessen Amt in Lichtenfels die hohe Zent und die Steuern gehörten. Die Dorf-, Gemeinde-, Lehen- und Vogteiherrschaft besaß nebst Zehnten das Kloster Langheim. Es gab ein Gemeindehaus und sieben mit Stadeln versehene Häuser. 1833 lebten unter anderem fünf Protestanten in dem Dorf.
Mit dem Gemeindeedikt bildete Krappenroth ab 1818 zusammen mit dem 3,5 Kilometer entfernten Unterwallenstadt und Oberwallenstadt die Landgemeinde Oberwallenstadt im Landgericht Lichtenfels.
1862 folgte die Eingliederung des Dorfes in das neu geschaffene bayerische Bezirksamt Lichtenfels. 1871 zählte Krappenroth 105 Einwohner und 41 Gebäude. Die katholische Kirche stand 4,0 Kilometer entfernt in Lichtenfels und die katholische Schule 1,5 Kilometer entfernt in Trieb. Die protestantische Pfarrei und Schule befanden sich 1,5 Kilometer entfernt in Michelau 1900 umfasste die Landgemeinde Oberwallenstadt eine Fläche von 409,24 Hektar, 564 Einwohner, von denen 541 katholisch waren, und 105 Wohngebäude. 68 Personen lebten in Krappenroth in 14 Wohngebäuden. 1925 hatte das Dorf 87 Einwohner und 16 Wohngebäude, 1950 103 Einwohner und 19 Wohngebäude. in den 1950er Jahren wurde Krappenroth in die Kuratie Trieb umgepfarrt. 1970 zählte der Ort 90 Einwohner und 1987 68 Einwohner sowie 21 Wohngebäude mit 23 Wohnungen.
Am 1. April 1959 wurde Krappenroth in die Stadt Lichtenfels eingegliedert.